# Matteo Guardalben
Matteo Guardalben (ur. 5 czerwca 1974 w Nogarze) – włoski piłkarz występujący na pozycji bramkarza.

## Kariera klubowa
Pierwsze kroki stawiał w zespole Hellas Werona. Kolejne lata spędził w zespole Parmy, jednak odegrał tam rolę jedynie epizodyczną. Do regularnego grania powrócił dopiero w Piacenzy, gdzie zagrał w 80 meczach. Miejsce w pierwszym składzie wywalczył sobie również w US Palermo. W kolejnych sezonach występował w zespołach z niższych lig, jednak w 2009 roku został piłkarzem Sampdorii, gdzie był rezerwowym golkiperem. Latem 2010 został wolnym zawodnikiem. Następnie podpisał kontrakt z Modeną, w której barwach w 2012 roku zakończył karierę.
W Serie A rozegrał 124 spotkania.

## Kontuzja
W lipcu 2006 został pozyskany przez Vicenzę, niestety w październiku odniósł poważną kontuzję i do składu powrócił dopiero po siedmiu miesiącach (w maju).

## Reprezentacja
W 2005 roku został powołany na trzy spotkania reprezentacji Włoch, jednak był w nich tylko rezerwowym.